# Riedbach
Riedbach település Németországban, azon belül Bajorországban. Lakosainak száma 1744 fő (2023. december 31.).

## Népesség
A település népessége az elmúlt években az alábbi módon változott:
| Lakosok száma | 1892 | 567  | 1758 | 1768 | 1756 | 1735 | 1728 | 1712 | 1750 | 1744 |
|               | 1970 | 1975 | 2011 | 2012 | 2014 | 2015 | 2017 | 2019 | 2022 | 2023 |